# Championnat d'Angleterre de football 1952-1953
Navigation
Édition précédente Édition suivante
La 54e édition du championnat d'Angleterre de football est remportée par Arsenal. Le club  londonien remporte ainsi son septième titre de champion d'Angleterre, un titre de champion devant Aston Villa et Sunderland.
Seule la moyenne de buts a départagé le champion londonien et son dauphin Preston North End. Wolverhampton Wanderers, classé troisième, finit à trois points du duo de tête.
Le système de promotion/relégation reste en place : descente et montée automatique, sans matchs de barrage pour les deux derniers de première division et les deux premiers de deuxième division. À la fin de la saison Stoke City et Derby County sont relégués en deuxième division.  Ils sont remplacés la saison suivante par Sheffield United et Huddersfield Town.
Aston Villa devient l'équipe ayant disputé le plus de saisons en Premier League en devançant Everton
Le meilleur buteur de la saison est Charlie Wayman de Preston North End avec 24 buts inscrits.

## Les clubs de l'édition 1952-1953
| Club                                  | Ville               |
| ------------------------------------- | ------------------- |
| Arsenal Football Club                 | Londres             |
| Aston Villa Football Club             | Birmingham          |
| Blackpool Football Club               | Blackpool           |
| Bolton Wanderers Football Club        | Bolton              |
| Burnley Football Club                 | Burnley             |
| Cardiff City Football Club            | Cardiff             |
| Charlton Athletic Football Club       | Londres             |
| Chelsea Football Club                 | Londres             |
| Derby County Football Club            | Blackburn           |
| Liverpool Football Club               | Liverpool           |
| Manchester City Football Club         | Manchester          |
| Manchester United Football Club       | Manchester          |
| Middlesbrough Football Club           | Middlesbrough       |
| Newcastle United Football Club        | Newcastle upon Tyne |
| Portsmouth Football Club              | Portsmouth          |
| Preston North End Football Club       | Preston             |
| Sheffield Wednesday Football Club     | Sheffield           |
| Stoke City Football Club              | Stoke-on-Trent      |
| Sunderland Association Football Club  | Sunderland          |
| Tottenham Hotspur Football Club       | Londres             |
| West Bromwich Albion Football Club    | Birmingham          |
| Wolverhampton Wanderers Football Club | Wolverhampton       |

## Classement
| Rang | Équipe                  | Pts | J  | G  | N  | P  | Bp | Bc | Diff |
| ---- | ----------------------- | --- | -- | -- | -- | -- | -- | -- | ---- |
| 1    | Arsenal                 | 54  | 42 | 21 | 12 | 9  | 97 | 64 | +33  |
| 2    | Preston North End       | 54  | 42 | 21 | 12 | 9  | 85 | 60 | +25  |
| 3    | Wolwerhampton Wanderers | 51  | 42 | 19 | 13 | 10 | 86 | 63 | +23  |
| 4    | West Bromwich Albion    | 50  | 42 | 21 | 8  | 13 | 66 | 60 | +6   |
| 5    | Charlton Athletic       | 49  | 42 | 19 | 11 | 12 | 77 | 63 | +14  |
| 6    | Burnley                 | 48  | 42 | 18 | 12 | 12 | 67 | 52 | +15  |
| 7    | Blackpool               | 47  | 42 | 19 | 9  | 14 | 71 | 70 | +1   |
| 8    | Manchester United       | 45  | 42 | 18 | 10 | 14 | 69 | 72 | -3   |
| 9    | Sunderland              | 43  | 42 | 15 | 13 | 14 | 68 | 82 | -14  |
| 10   | Tottenham Hotspur       | 41  | 42 | 15 | 11 | 16 | 78 | 69 | +9   |
| 11   | Aston Villa             | 41  | 42 | 14 | 13 | 15 | 63 | 61 | +2   |
| 12   | Cardiff City            | 40  | 42 | 14 | 12 | 16 | 54 | 46 | +8   |
| 13   | Middlesbrough           | 39  | 42 | 14 | 11 | 17 | 70 | 77 | -7   |
| 14   | Bolton Wanderers        | 38  | 42 | 15 | 9  | 18 | 61 | 69 | -8   |
| 15   | Portsmouth              | 38  | 42 | 14 | 10 | 18 | 74 | 83 | -9   |
| 16   | Newcastle United        | 37  | 42 | 14 | 9  | 19 | 59 | 70 | -11  |
| 17   | Liverpool               | 36  | 42 | 14 | 8  | 20 | 61 | 82 | -21  |
| 18   | Sheffield Wednesday     | 35  | 42 | 12 | 11 | 19 | 62 | 72 | -10  |
| 19   | Chelsea                 | 35  | 42 | 12 | 11 | 19 | 56 | 66 | -10  |
| 20   | Manchester City         | 35  | 42 | 14 | 7  | 21 | 72 | 87 | -15  |
| 21   | Stoke City              | 34  | 42 | 12 | 10 | 20 | 53 | 66 | -13  |
| 22   | Derby County            | 32  | 42 | 11 | 10 | 21 | 59 | 74 | -15  |

|  | Champion d'Angleterre |
|  | Relégation            |

## Statistiques

### Affluences
| #  | Club                    | Stade            | Affluence moyenne sur la saison | Variation |
| -- | ----------------------- | ---------------- | ------------------------------- | --------- |
| 1  | Arsenal                 | Highbury         | 49 141                          | - 3,7 %   |
| 2  | Newcastle United        | St James' Park   | 44 521                          | - 11,8 %  |
| 3  | Tottenham Hotspur       | White Hart Lane  | 44 106                          | - 13,7 %  |
| 4  | Chelsea                 | Stamford Bridge  | 42 924                          | + 10,0 %  |
| 5  | Sheffield Wednesday     | Hillsborough     | 42 634                          | D2        |
| 6  | Liverpool               | Anfield          | 39 971                          | + 5,1 %   |
| 7  | Sunderland              | Roker Park       | 39 767                          | - 0,2 %   |
| 8  | Cardiff City            | Ninian Park      | 37 933                          | D2        |
| 9  | Manchester United       | Old Trafford     | 37 571                          | - 12,5 %  |
| 10 | Wolverhampton Wanderers | Molineux Stadium | 36 608                          | + 6,3 %   |
| 11 | Manchester City         | Maine Road       | 34 058                          | - 11,1 %  |
| 12 | Aston Villa             | Villa Park       | 32 189                          | - 16,7 %  |
| 13 | Bolton Wanderers        | Burnden Park     | 32 066                          | - 10,5 %  |
| 14 | Portsmouth              | Fratton Park     | 31 578                          | - 2,9 %   |
| 15 | West Bromwich Albion    | The Hawthorns    | 31 381                          | + 6,1 %   |
| 16 | Preston North End       | Deepdale         | 30 586                          | - 7,1 %   |
| 17 | Burnley                 | Turf Moor        | 28 480                          | + 7,0 %   |
| 18 | Stoke City              | Victoria Ground  | 27 833                          | + 10,4 %  |
| 19 | Middlesbrough           | Ayresome Park    | 27 077                          | - 5,9 %   |
| 20 | Blackpool               | Bloomfield Road  | 25 835                          | - 0,1 %   |
| 21 | Blackpool               | The Valley       | 25 298                          | - 8,4 %   |
| 22 | Derby County            | Baseball Ground  | 21 627                          | - 1,5 %   |

### Meilleur buteur
- Charlie Wayman, Preston North End avec 24 buts

## Bilan de la saison
| Tableau d'Honneur                    |                   |
| Compétition                          | Vainqueur         |
| Championnat d'Angleterre de football | Arsenal           |
| Coupe d'Angleterre de football       | Blackpool         |
| Charity Shield                       | Manchester United |

| Promotions et relégations |                                    |
| Promus                    | Sheffield United Huddersfield Town |
| Relégués                  | Stoke City Derby County            |